# Festuca polita
Festuca polita là một loài thực vật có hoa trong họ Hòa thảo. Loài này được (Halacsy) Tzvelev mô tả khoa học đầu tiên năm 1971.